# 尾山三郎
尾山 三郎（おやま さぶろう、1888年（明治21年）12月25日 - 1951年（昭和26年）10月3日）は、日本の実業家、政治家。参議院議員（1期）、富山市長。旧姓は大野。

## 経歴
富山県婦負郡富山手伝町（現富山市）で大野清兵衛の三男として生まれ、1899年、富山市千石町の尾山定次郎の養子となる。1905年3月、富山市立富山商業学校（現富山県立富山商業高等学校）を卒業した。
富山市蛯町の (株) 青物市場に入社。同支配人、同社長、帝国館社長、富山鉄道監査役、富山県食糧営団理事、富山県水産業会副会長、富山消防組組頭、富山警防団長、大日本警防協会理事などを務めた。
政界では、富山市会議員（6期）、富山県会議員（4期）に選出され、市会副議長、同議長も務めた。
戦後、公選初の富山市長に選出され、1947年4月10日に就任し、戦災の復興に尽力。1948年1月、富山県消防協会の設立に伴い同会長に就任し、富山市消防団長兼富山市消防長、日本消防協会理事も務めた。
市長の任期途中、1950年5月9日に辞職し、同年6月の第2回参議院議員通常選挙に富山県地方区から出馬して当選し、その後、自由党に所属して活動したが、在任中に富山市の自宅で病気のため死去した。死没日をもって正六位に叙され、木杯一組を賜った。